# Change the World (P.O.D.)
Change the World è una canzone dei P.O.D.. Fa parte del loro quinto album in studio Payable on Death (2003), ed è stata pubblicata come singolo il 2 aprile 2004. Ne fu girato anche un video in oltre 40 Paesi differenti, ma non è mai andato in onda su MTV a causa dell'uscita degli autori dall'etichetta Atlantic Records.
La canzone raggiunse la posizione numero 32 della classifica rock di Billboard.